# Cronologia cinematografiei
Aceasta este o cronologie a cinematografiei, adică prezintă evenimente din cea de-a șaptea artă. Fiecare an este adnotat cu evenimente semnificative ca punct de referință. La unii ani au fost introduse și informații despre filme de televiziune notabile sau documentare.
- Secolul al XIX-lea în film
  - Anii 1870 - Anii 1880 - Anii 1890

- Secolul al XX-lea în film
  - Anii 1900 - Anii 1910 - Anii 1920 - Anii 1930 - Anii 1940 - Anii 1950 - Anii 1960 - Anii 1970 - Anii 1980 - Anii 1990

- Secolul al XXI-lea în film
  - Anii 2000 - Anii 2010 - Anii 2020

## Evenimente notabile
- Anii 1870: Inventorul francez Charles-Émile Reynaud îmbunătățește dispozitivul Zoetrope prin introducerea unor oglinzi în centrul tamburului.  El a numit noua invenție Praxinoscope.
- 1878: Muybridge realizează o animație redată de zoopraxiscop.